# Antenore Reali
Antenore Reali (Verona (Vèneto), 17 de juny, 1897 – Milà (Llombardia), 23 de gener, 1960), va ser un baríton italià.

## Biografia
Dotat d'una veu extremadament ampla, d'un color especialment fosc i molt estès, va trobar el seu terreny ideal en el repertori dramàtic, des de Verdi fins a tot el verisme. Entre els papers més freqüentats hi ha Scarpia, Alfio, Tonio, Rigoletto, Amonasro, Gerard, així com el Figaro de Rossini.
La seva activitat artística, que va començar l'any 1921 a la seva ciutat natal amb Rigoletto, es va desenvolupar principalment a Itàlia (entre d'altres La Scala, el "Teatro dell'Opera" de Roma, el "Teatro Regio" de Parma, el "Teatro Donizetti" de Bèrgam, La Fenice de Venècia, etc.). el San Carlo de Nàpols, el "Teatro Comunale" de Bolonya a l'estranger va actuar a Bèlgica i als Països Baixos (Amsterdam, Rotterdam).
Va participar en diverses estrenes mundials, entre elles Maria d'Alessandria de Giorgio Federico Ghedini el 1937 a Bèrgam.
Per motius de salut es va retirar dels escenaris l'any 1952.

## Discografia
- Giacomo Puccini - IL CABARRO - Michele (papel complet) - dir. Giuseppe Baroni - Orquestra RAI de Torí
- Arrigo Boito - GIOCONDA - O monument
- Giacomo Puccini - LA NOIA DE L'OEST - Minnie, he marxat de casa meva
- Ruggiero Leoncavallo - ZAZA' - Zazà petit gitano
- Giuseppe Verdi - ERNANI - Oh dels meus anys verds
- Francesco Cilea - L'ARLESIANA - Com dues marques
- Umberto Giordano - ANDREA CHENIER - Enemic de la Pàtria
- Ruggiero Leoncavallo -Pallassos -És possible?